# Freyberg Brauerei

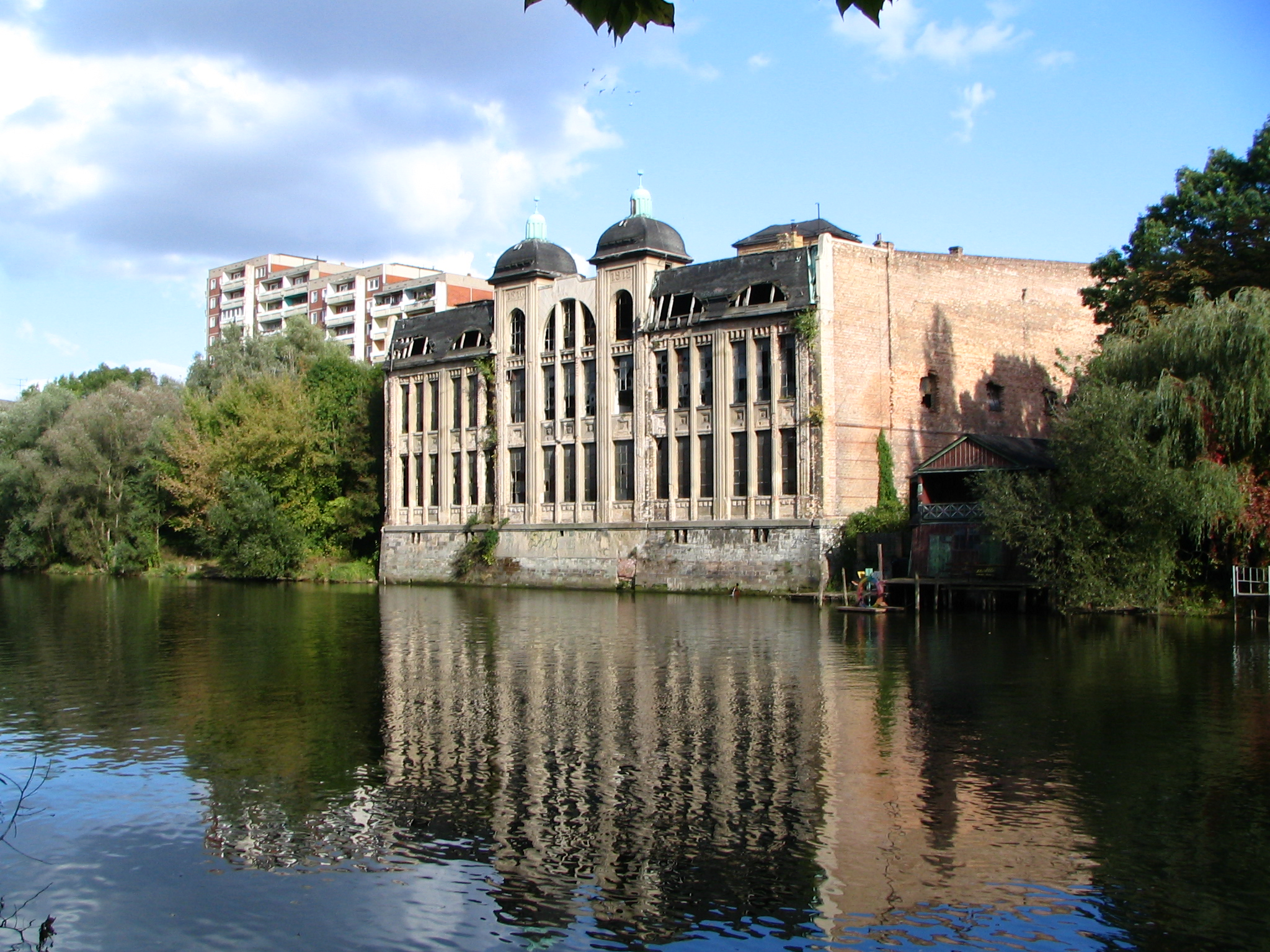
Freyberg Brauerei, Schwankhallengebäude von 1912, Glauchaer Straße, Oktober 2004

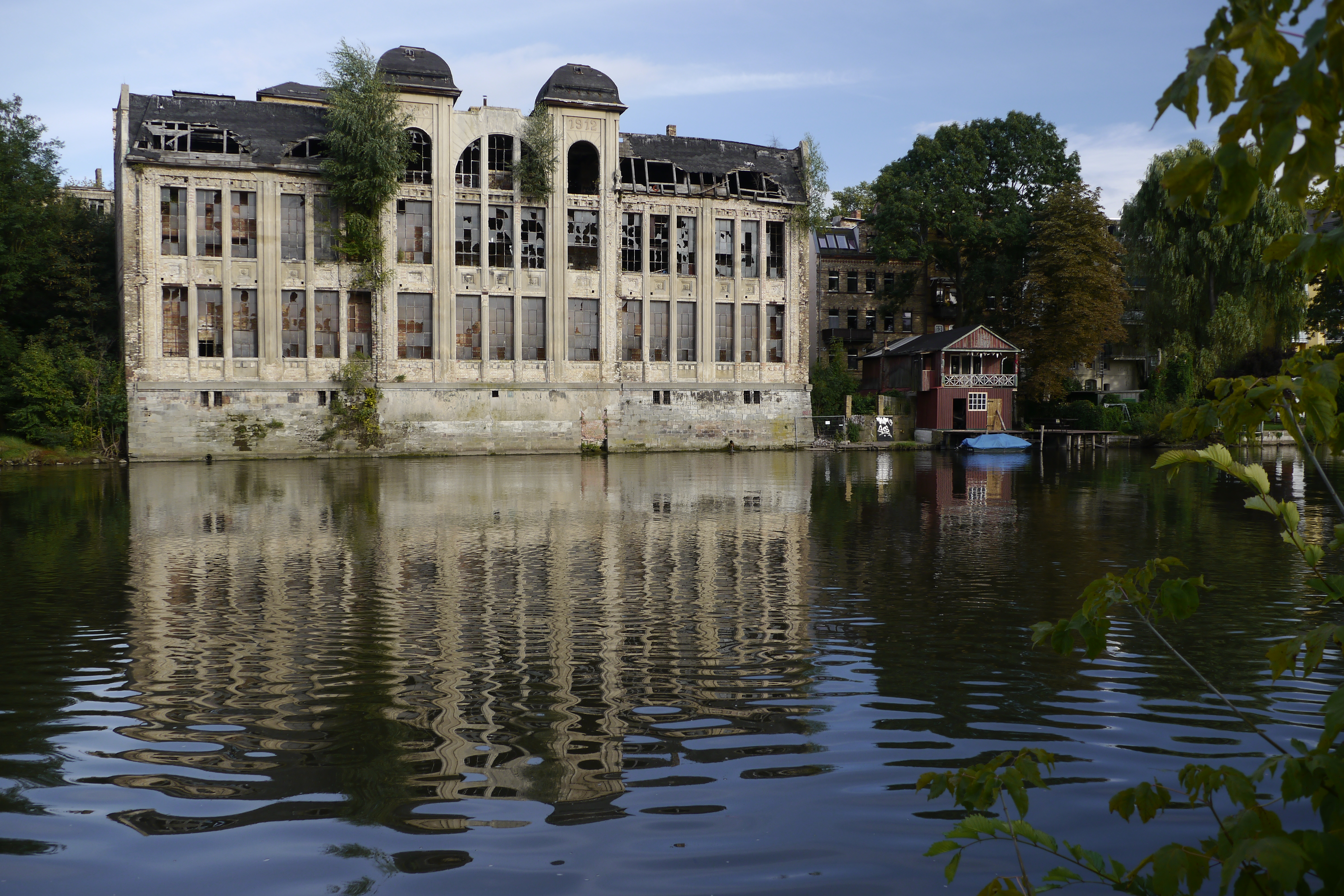
Die Ruine des Gebäudes 2014

Die Freyberg Brauerei war eine Bierbrauerei in Halle (Saale). Die Brauereianlage befand sich bis zur Schließung 1990 in der Glauchaer Straße im Stadtteil Südliche Innenstadt.

## Geschichte

### Gründung und Aufstieg

Bieretikett der Freyberg Brauerei vor 1945

1816 gründete der Stärkefabrikant Christian Gottfried Rauchfuß die Brauerei am Großen Berlin in der Halleschen Innenstadt. Ab 1846 führte sein Sohn Friedrich Wilhelm Herrmann Rauchfuß das Unternehmen weiter und firmierte bis 1879 als Dampf-Bier-Brauerei Hermann Rauchfuß.
1879 übernahm dessen Neffe Herrmann Freyberg die Leitung des Betriebes. Unter seiner Regie expandierte das Unternehmen und kaufte einige kleinere Brauereien auf. 1886 erfolgte der Umzug auf das Gelände in der Glauchaer Straße. Die Brauerei wurde mit modernster Technik ausgestattet. 1929 übernahm der Sohn Hans Freyberg die Brauerei, welche nun bis 1945 unter dem Namen Freyberg Brauerei Halle firmierte. 1931 betrug der Jahresausstoß 100.000 Hektoliter. Die Brauerei galt in den 1930er Jahren als größte Privatbrauerei Deutschlands.

### VEB Brauhaus Halle, Werk Glaucha

Bieretikett Meisterbräu des VEB Brauhaus Halle aus den 1980er Jahren

Nach dem Zweiten Weltkrieg wurde die Brauerei 1947 enteignet und zum Volkseigenen Betrieb (VEB) umgewandelt, sie firmierte nun unter VEB Brauhaus Halle, Werk Glaucha. Zum VEB Brauhaus Halle gehörte außerdem die ehemalige Mitteldeutsche Engelhardt-Brauereien AG als Werk Böllberg.
Unter wechselnden Firmenbezeichnungen wurde bis 1990 unter der Marke Meisterbräu Bier gebraut. 1969 wurde die Brauerei Teil des VEB Brau- und Malzkombinates Halle, ab 1972 des VEB Getränkekombinates Dessau.

### Nach der Wende
1990 wurde das Brauhaus Halle von der ehemaligen Ersten Kulmbacher Actienbrauerei (EKU) übernommen und somit Teil des Konzerns Brau und Brunnen. Der Braubetrieb in der Glauchaer Straße wurde eingestellt. Bis 1992 wurde noch im Werk Böllberg Meisterbräu gebraut.

### Gegenwart

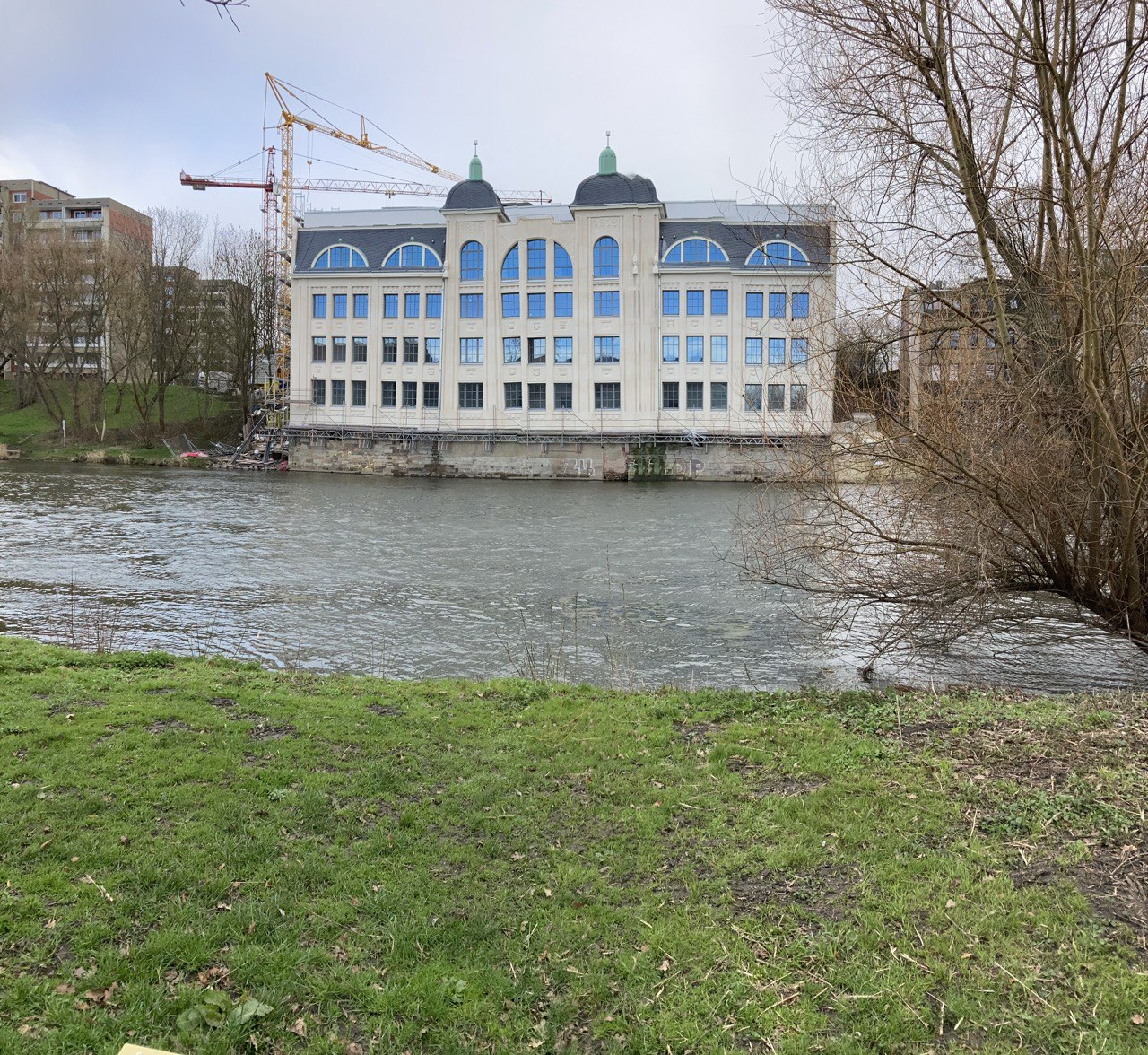
Flußseitige Fassade nach Umwidmung als Loft-Appartment.

Die Fassade der Freyberg Brauerei an der Saale steht unter Denkmalschutz. Ein Teil der Gebäude wurde 2000 durch einen Brand stark beschädigt. Seit 2019 wird das Gelände von einem Immobilienunternehmen umgenutzt. Unter dem Projekttitel „Lofts mit Saale-Blick“ soll eine Wohnanlage mit 210 Wohneinheiten entstehen. Hierzu wurden viele Gebäudeteile abgerissen; die flussseitige Fassade blieb erhalten, wurde jedoch durch den Einbau von drei Geschossen (statt früher zwei) in ihren Proportionen erheblich verändert.